# ZJゲージ
ZJゲージ（ゼットジェイゲージ）とはアキア（合併によりプラスアップ）から発売されたZゲージ鉄道模型の名称である。

## 製品形態
「ZJゲージ」と名乗っているが縮尺1/220・軌間6.5mmは一般的なZゲージと同一であり、その点で独自の軌間のOJゲージやHOj（HOn3 1/2）ゲージとは異なる。その後に参入した他社は規格名称にZJゲージを使用していないため、ZJゲージの名称はアキア＝プラスアップのみが使用している。
2006年4月に最初の商品がアキア（現・プラスアップ）から発売された。製品の多くは食品玩具（食玩）形態で販売されていて、ブラインドボックス形態の商品の箱の中には車両1両、直線または曲線の線路1本、それに飴（第2弾ではガム）と解説書が同梱されている。動力車はシークレットの形で供給されている。動力車と付随車は重量が異なることから、サーチ対策として付随車のパッケージにはボール紙が入って死重となっており、逆に動力車のパッケージには線路が付属しない。動力車はモーターを内蔵していて、線路から電気を集電して走行する。電気方式は小型鉄道模型では一般的な直流二線式である。
日本ではZゲージの商品化の動きはそれまで、量産品の自走式模型の分野では全くなかった。その状況下で食玩という形態とはいえ、日本型車両がリリースされることとなり、鉄道玩具・鉄道模型の両分野のファンの耳目を集めた。
道床付き軌道に関してはメルクリンからも供給されず、事実上マイクロトレインズからの供給のみだったが、2007年、プラスアップより販売された。ただし、従来、同社から販売されていた線路との共通点は軌間のみで互換性はなく、接続することはできない。

## 製品化された車両

### 車両
- 485系
2006年4月発売（国鉄特急色、ひたち色）
2006年10月発売（上沼垂色、スーパー雷鳥色、かがやき・きらめき色）
  - クハ481（300番台・「電気釜」非貫通形）
  - モハ484（200番台・シークレットに動力車あり）
  - モハ485（後期形）
  - サロ481（特急色、上沼垂色のみ）・サハ481（300番台・ひたち色のみ）
- 国鉄EF81形電気機関車 ローズピンク、北斗星カラー

### オプション
- パワーパック
2006年5月発売。最大出力10V・0.8A。
- 線路セット
2006年6月発売。
  - 直線10本セット　110mm
  - 曲線6本セット　R300、22.5度

- - 道床付線路
  - 金属製パンタグラフ
  - トラス鉄橋
  - 特急停車駅

なお、485特急用食堂車（サシ）の販売計画があったが、
販売されなかった。

## 現状と課題
これまでZゲージは、マイクロトレインズ製も少数ながら存在したが、実質的にメルクリンの独占状態だった。車両も欧州型や米国型ばかりで、日本国内の主流でZゲージよりも一回り大きいNゲージに比べ価格が数倍もする高価なものだった。
本シリーズが食玩という低価格を前提とした商品展開で登場したことにより、従来の図式を変えられるか注目されている。各地の鉄道模型専門店や量販店でも一定の取り扱いがあり、徐々に浸透しつつある。
第1弾の485系発売時点では動力車がシークレットモデルで3ボールにつき2個しかないので、これを入手できなければ走行不能という問題があった。第2弾では動力車、電池式パワーパックが1ボールにつき1個ずつ入っているため、1ボールでエンドレスの線路、編成を揃える事ができるようになった。